# Protosmia tauricola
Protosmia tauricola är en biart som beskrevs av Popov 1961. Protosmia tauricola ingår i släktet Protosmia och familjen buksamlarbin. Inga underarter finns listade i Catalogue of Life.